# Phare de Beyrouth (2003)
Le  nouveau phare de Beyrouth (en anglais : Ras Beirut New Lighthouse) est un phare actif situé sur le front de mer de Ras Beirut du port de Beyrouth au Liban. Il est géré par les autorités portuaires de Beyrouth .

## Histoire
la première station de signalisation à Beyrouth date de 1840. Le deuxième phare, construit en 1957, fut hors service entre 1982 et 1990 durant la guerre civile du Liban et le conflit avec Israël. Il a été désactivé en 2003 quand un immeuble de grande hauteur, la Tour Manara, a été construite devant. Rabih Ammash, l'homme d'affaires qui a construit la tour Manara, a contribué à la construction d'un nouveau[Quoi ?] sur le front de mer.
Le nouveau phare se trouve à environ 400 m au nord-ouest de l'ancien phare.

## Description
Le phare est une haute tour cylindrique en béton d'environ 50 m de haut, avec grande galerie-balcon couverte et haute lanterne, centrée sur un bâtiment carré d'un étage. La tour est non peinte, de couleur gris béton. Il émet, à une hauteur focale de 52 m, deux brefs éclats blancs toutes les 10 secondes. Sa portée est de 22 milles nautiques (environ 41 km) .
Identifiant : ARLHS : LEB002 - Amirauté : N5934 - NGA : 21116 .

## Caractéristiques dufeu maritime
Fréquence : 10 secondes (W-W)
- Lumière : 0.1 seconde
- Obscurité : 2.4 secondes
- Lumière : 0.1 seconde
- Obscurité : 7.4 secondes

|             |
| Tour Manara |

|                 |
| Le phare (2003) |

### Lien connexe
- Liste des phares du Liban